# Sexto (Ponce)
Sexto es un barrio ubicado en el municipio de Ponce en el estado libre asociado de Puerto Rico. En el Censo de 2010 tenía una población de 3529 habitantes y una densidad poblacional de 5.027,88 personas por km².

## Geografía
Sexto se encuentra ubicado en las coordenadas 18°1′17″N 66°36′42″O / 18.02139, -66.61167. Según la Oficina del Censo de los Estados Unidos, Sexto tiene una superficie total de 0.7 km², de la cual 0.68 km² corresponden a tierra firme y (3.32%) 0.02 km² es agua.

## Demografía
Según el censo de 2010, había 3529 personas residiendo en Sexto. La densidad de población era de 5.027,88 hab./km². De los 3529 habitantes, Sexto estaba compuesto por el 76.34% blancos, el 9.75% eran afroamericanos, el 0.91% eran amerindios, el 0.2% eran asiáticos, el 0.03% eran isleños del Pacífico, el 11.62% eran de otras razas y el 1.16% pertenecían a dos o más razas. Del total de la población el 99.63% eran hispanos o latinos de cualquier raza.